# جيمس بريتون
جيمس بريتون (بالإنجليزية: James Britton)‏ هو رسام وصحفي أمريكي، ولد في 1878، وتوفي في 1936.